# Emmanuel Brune
Emmanuel Brune (París, 1836-París, 1886) fue un arquitecto francés.

## Biografía
Nacido el 30 de diciembre de 1836 en París, fue admitido en 1855 en la Escuela Politécnica, donde permaneció dos años. Entró después en el taller de Questel y en la Escuela de Bellas Artes donde, al cabo de cuatro años, ganó el segundo gran premio de arquitectura por un proyecto de palacio para el gobierno general de Argelia y, en 1863, el gran premio de Roma por un projet d'escalier principal du palais d'un souveraine.

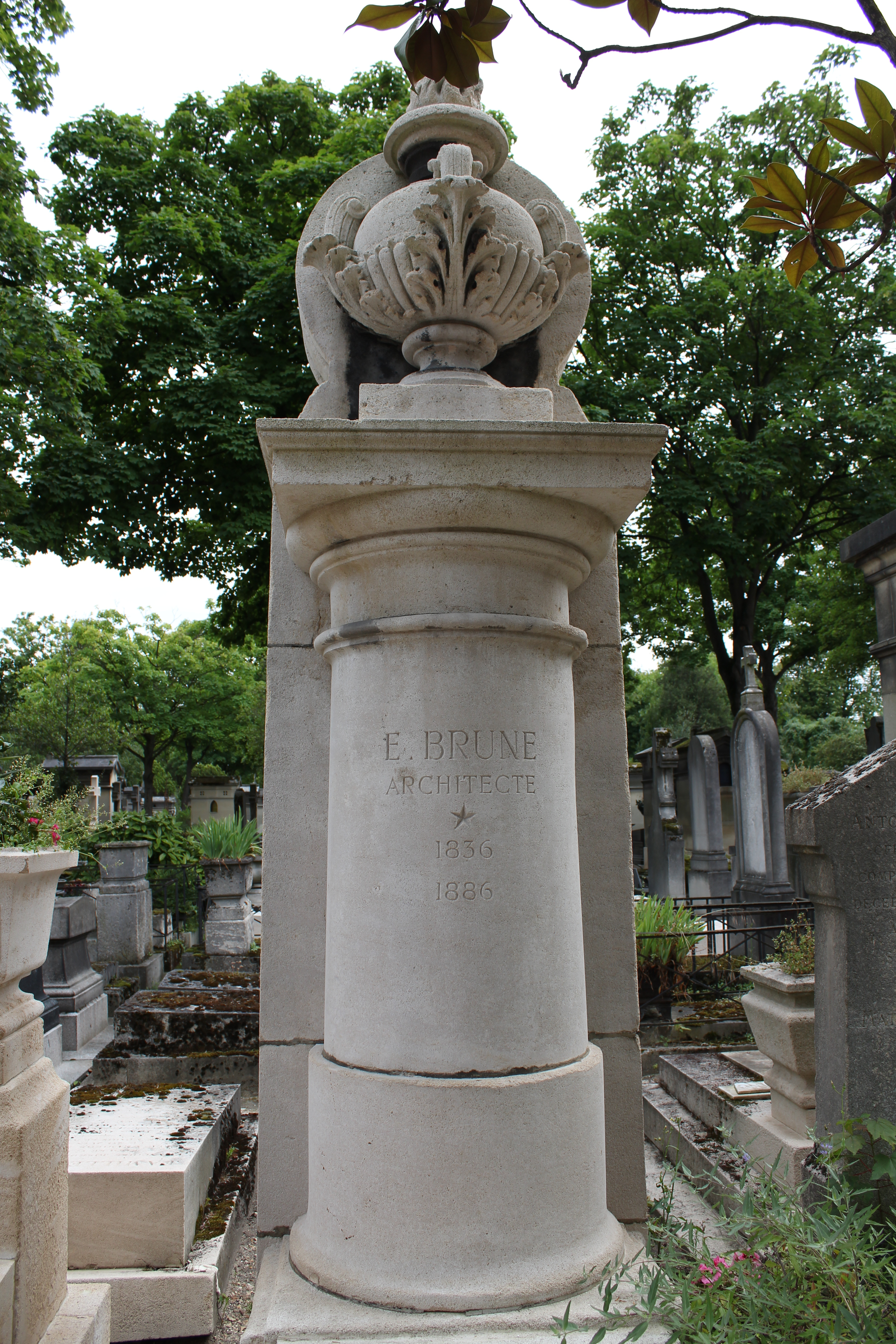
Tumba de Emmanuel Brune en el cementerio del Père Lachaise

Sus envíos desde Roma tuvieron como temas, de 1864 a 1867, los templos de Cori, estudios del Panteón de Roma, los templos de Karnak, Medinet Habu y Deir el-Bahari en la zona de la antigua ciudad egipia de Tebas y, finalmente, la restauración de las termas de Diocleciano en Roma. Estos trabajos le valieron una medalla y la condecoración de caballero de la Legión de Honor después de la Exposición de 1878. Poco después de su regreso de Roma, en 1871, Brune fue nombrado profesor de construcción en la Escuela de Bellas Artes.
Además de las acuarelas de los antiguos frescos de Villeneuve-lès-Avignon, también se le deben a este arquitecto edificios industriales en Aubin para la Compagnie du chemin de fer à Orléans, el Hotel Wilson en Trocadero y el nuevo Ministerio de Agricultura y Comercio en la rue de Varennes, que dejó inacabado. Publicó un tratado sobre la construcción. Un medallón con su efigie fue esculpido por Chaplin. Nombrado oficial de la Legión de Honor en 1885, falleció el 4 de junio de 1886 en París.